# Vecsaules pagasts
Vecsaules pagasts er en territorial enhed i Bauskas novads i Letland. Pagasten havde 2.247 indbyggere i 2010 og omfatter et areal på 163,86 kvadratkilometer. Hovedbyen i pagasten er Vecsaule.